# Astydameia (Tochter des Amyntor)
Astydameia (altgriechisch Ἀστυδάμεια Astydámeia) oder Astydamia ist eine Figur der griechischen Mythologie.
Sie ist die Tochter des Königs Amyntor; bei Diodor wird sie abweichend als Tochter des Ormesios bezeichnet. Mit Herakles hat sie einigen Quellen zufolge den Sohn Tlepolemos (als dessen Mutter aber meist Astyoche, die Tochter des Phylas genannt wird). Nach einer anderen Version ist sie die Mutter von Herakles’ Sohn Ktesippos.